# Iglesia de los Santos Juanes (Potríes)
La iglesia parroquial de los Santos Juanes es un templo católico situado en la plaza de la Iglesia, 1, en el municipio de Potríes. Está catalogado, por declaración genérica, como Bien de Relevancia Local con identificador número 46.198-9999-000003. 
La iglesia está constituida como parroquia y presenta un archivo de titularidad privada gestionado por administración eclesiástica.

## Historia
Data de finales del siglo XVI, sobre una rectoría de moriscos perteneciente a Oliva.  Se declaró independiente como consecuencia de la remodelación que el arzobispo San Juan de Ribera llevó a cabo en  1574. 

## Descripción
La iglesia tiene la tipología característica de una iglesia jesuita, arquitectura religiosa muy en boga en esa época. 
Presenta  planta de cruz latina inscrita en un rectángulo con nave central, capillas laterales, crucero no emergente y torre-campanario. Un orden corintio articula el alzado interno, cubriéndose la nave central con bóveda de cañón.
A lo largo de su historia ha sufrido diversas intervenciones de las que destacan la realizada entre finales del siglo XVII y principios del XVIII, en la que se amplían las naves laterales del lado del evangelio, y se las cubre con cúpulas; además, se recorta la fachada y se le coloca un perfil mixtilíneo en la parte superior. Esta intervención estaba muy acorde con las tendencias del barroco del siglo XVIII.
La segunda intervención más destacada se realizó ya en el primer cuarto del siglo XIX, y en ella se construyó una nueva capilla a la altura del crucero, que estaba dedicada a San Blas, patrón de la localidad. Esta nueva capilla es de cruz griega y está cubierta con cúpula que se alza sobre conchas y linterna. Así, está intervención sigue las pautas del clasicismo que dictaba en ese momento la Academia de San Carlos de Valencia.
Mucho más recientemente, en el año 2022, se llevó a cabo la rehabilitación de la cúpula de la capilla de San Blas, gracias a recursos propios del Ayuntamiento de la población.
En esta intervención se arreglaron los daños causados por la filtración de agua pluvial por el deterioro del techo de la capilla. El Arzobispado acordó con el consistorio ceder los terrenos del antiguo frontón a cambio de la realización por parte de este último de los trabajos de rehabilitación.
Además se incorporó a la cúpula una nueva veleta que sustituye a la original muy deteriorada.
Respecto a los materiales empleados en la construcción original del templo, en su mayoría son mampostería y mortero de cal, pese a que también puede verse el uso de baldosas. Los sillares de piedra únicamente se localizan en la portada, cantoneras y cuerpo de la torre campanario y en la última capilla construida, la de San Blas.
La torre campanario tiene características arquitectónicas manieristas de corte herreriano. La cubierta de la iglesia se realiza a dos aguas rematada con teja árabe.
En la iglesia se conserva la reliquia de San Blas, patrón del municipio, y la magnífica talla en alabastro policromado del Cristo de la Agonía, del siglo xviii, procedente de la ermita de Potríes.
La iglesia adquiere protagonismo durante las fiestas mayores dedicadas a San Blas, con la celebración del conocido “Porrat de Sant Blai”.